# François Sumichrast
Adrien Louis Jean François Sumichrast (Yvorne, 15 de octubre de 1828-Tonalá, 26 de septiembre de 1882) fue un naturalista y zoólogo suizo-mexicano. Trabajando principalmente en México, recolectó especímenes para museos y publicó descripciones de aves, mamíferos, anfibios y reptiles.

## Primeros años
Adrien Louis Jean François Sumichrast nació el 15 de octubre de 1828 en Yvorne, Vaud, Suiza. Estudió en Lausana, Ginebra y Berna, y se interesó por la historia natural desde temprana edad. Sintiéndose insatisfecho con los organismos disponibles para estudiar en Europa, Sumichrast partió hacia los bosques primarios de México.

## Carrera
En 1854, otro naturalista suizo, Henri Louis Frédéric de Saussure, partió para una expedición a través de las Indias Occidentales y México, para lo cual invitó a Sumichrast. La expedición fue financiada por Henri Peyrot, quien se unió a la expedición junto con el jardinero de Saussure, Marc Grosjean. Sumichrast se unió a ellos para las etapas del viaje en las Indias Occidentales y México. Siguieron los consejos y estrategias de Alexander von Humboldt, estudiando geología y vulcanología además de historia natural. Visitaron Jamaica, Haití y Cuba antes de llegar a México en marzo de 1855.
En abril de 1855, Sumichrast y los demás expedicionarios llegaron a Veracruz, y se dirigieron a Córdoba donde se alojaron en Tospam, la finca del entomólogo Auguste Sallé, que partía para explorar las montañas de los alrededores con Adolphe Boucard. Se quedaron poco tiempo y continuaron hacia otros lugares del interior de México, incluidos Orizaba, Puebla, Ciudad de México y Tampico. Sumichrast y Saussure permanecieron en México alrededor de un año, durante el cual realizaron grandes colecciones.
Los viajes a través de México fueron peligrosos debido al conflicto civil que siguió a la Intervención estadounidense y el derrocamiento de 1855 por el Partido Liberal del presidente Antonio López de Santa Anna, que finalmente condujo a la Guerra de Reforma. A medida que la expedición se volvió más peligrosa y la guerra parecía acercarse, Saussure se disgustó cada vez más con México e informó que deseaba haber elegido Ecuador en su lugar. Saussure, Peyrot y Grosjean acortaron el viaje y regresaron a Ginebra en 1856 vía Estados Unidos, llevándose consigo los especímenes. Sumichrast se quedó atrás en México.

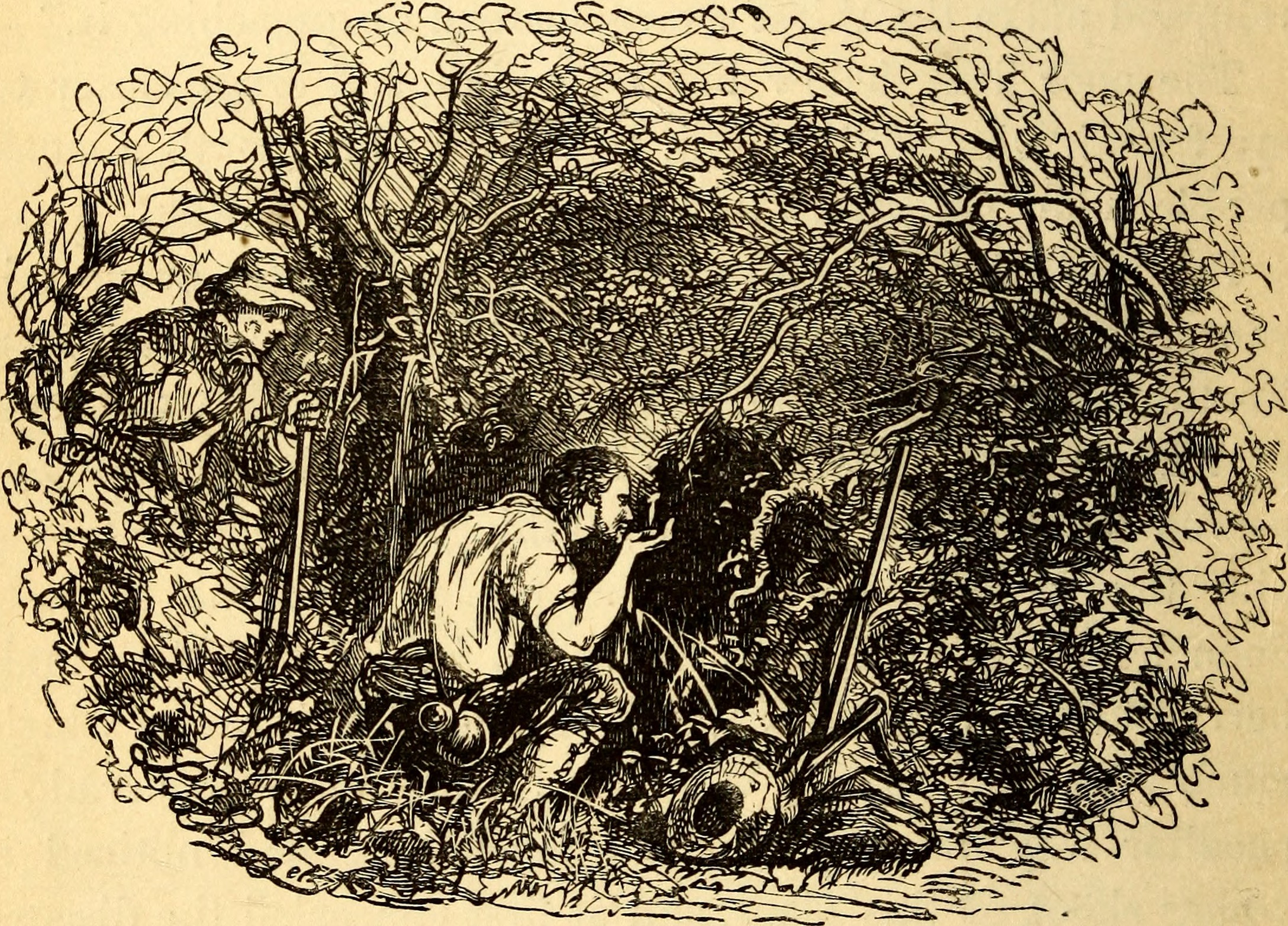
Sumichrast descubriendo un manantial, de "Adventures of a Young Naturalist" de Lucien Biart.

Sumichrast vivió en Orizaba en la década de 1860. Coleccionó especímenes en Veracruz, Estado de México, Oaxaca, Tehuantepec y Chiapas. No está claro, pero es posible, que tomó nacionalidad mexicana, ya que vivió en México la mayor parte de su vida, pero las fuentes mexicanas se refieren a su nacionalidad como suiza, y los museos estadounidenses con los que hizo negocios actuaron incorrectamente bajo la impresión de que era francés.
Obtuvo financiación para dirigir una expedición del Instituto Smithsoniano. En 1870, solicitó a Spencer Fullerton Baird, curador del Museo Nacional de Historia Natural del Smithsoniano, que lo financiara para dirigir una segunda expedición a México, pero Baird lo rechazó. No obstante, continuó recolectando especímenes bajo los auspicios del Smithsoniano. También continuó cooperando con Saussure, enviándole especímenes a Ginebra.
Se mudó de Orizaba a la Vertiente del Pacífico, en el Istmo de Tehuantepec, donde trabajó hasta la década de 1880. El 1 de abril de 1882 envió una carta a Boucard manifestando su intención de crear una colección completa de reptiles para el Museo Agassiz de Zoología Comparada en Cambridge, Massachusetts, y de realizar un viaje a Europa con su familia para visitar Boucard a fines del año. Sin embargo, mientras aún estaba en México, Sumicrast se infectó con cólera y murió el 26 de septiembre de 1882.

## Colecciones
Sumichrast recolectó muchos especímenes de reptiles, anfibios, aves, mamíferos, así como insectos, crustáceos, plantas, minerales y fósiles. Tenía contactos en museos de México, Suiza, Francia y Estados Unidos, y envió especímenes a otros académicos, incluidos George Newbold Lawrence, Edward Drinker Cope, Matteo Botteri y Joseph Charles Hippolyte Crosse, así como a Saussure y Boucard.

## Taxones que llevan el nombre de Sumichrast
Aves:
- Chivirín de Sumichrast (Hylorchilus sumichrasti)
- Chingolo colicanela (Peucaea sumichrasti)
- Zanate cantor (Dives dives)[3]

Mamíferos:
- Rata vespertina de Sumichrast (Nyctomys sumichrasti)
- Ratón cosechador de Sumichrast (Reithrodontomys sumichrasti)
- Cacomistle (Bassariscus sumichrasti)

Reptiles:
- Culebra de Sumichrast (Thamnophis sumichrasti)
- Eslizón de Sumichrast (Plestiodon sumichrasti)

Anfibios:
- Rana arborícola de Sumichrast (Exerodonta sumichrasti)

Insectos:
- Saltamontes palillo de Sumichrast (Achurum sumichrasti)
- Neivamyrmex sumichrasti